# めざまし北海道 おはよう!山田です
『めざまし北海道 おはよう!山田です。』（めざましほっかいどう おはよう!やまだです。）は、北海道文化放送で平日の4:50 - 5:25に生放送されていたローカル情報番組。通称と新聞のテレビ欄での表記は「おは!ヤマ」。ここでは後番組となる『早おき!てれび めざまし北海道』（はやおき!てれび めざましほっかいどう）についても記述する。

## めざまし北海道 おはよう!山田です。
2004年10月4日から2009年3月27日まで放送されていた。UHBが早朝に生放送のローカル情報番組を編成したのは2003年3月を以て終了した『めざまし北海道』以来1年半ぶりのことであった。
番組開始当初の放送時間は4:55 - 5:25であったが、後に5分前倒し拡大して4:50 - 5:25となった。
北海道新聞の朝刊が休刊日にあたる日は本番組内で「道新テレビ朝刊」として北海道新聞の編集委員が出演してニュースが伝えられた。
祝日は原則として番組を休止していた。

### 出演者
- 山田英寿（当時UHB制作部キャスター、月 - 金曜日司会担当）
- 榊菜美（UHBアナウンサー、2008年10月から月曜日担当）
- 川村美奈（かわむらはるな）（2008年10月から火・水曜日担当）
- 片岡香澄（木・金曜日担当）

#### 過去の出演者
- 鈴木亜希子（当時UHBアナウンサー）
- 新谷明美（2008年10月まで月 - 水曜日担当）

### タイムテーブル
- 4:50 番組オープニング
- 4:51 おはヤマウェザー（天気）
- 4:53 全国ニュース（『めざにゅ〜』の「FIRST NEWS」。放送が無い場合はニュースJAPANまたはBSフジNEWS（前日深夜0:55枠）から。ただし、原稿読み上げだけになる場合もある）
- 5:02 交通情報
- 5:03 メッセージ
- 5:08 川島隆太教授のテレビいきいき脳体操（仙台放送製作）
- 5:12
  - （月）おはちゅう（新聞休刊日の日は休止し「道新テレビ朝刊」）
  - （火）おはやマジック
  - （水）おもしろ川柳
  - （木）めざましマイタウン
  - （金）映画情報
- 5:19 これからの天気は（天気）
- 5:22 エンディング（視聴者からのメッセージ）

### テーマ曲
- 『La La 口笛吹いて行こう』Bon-Bon Blanco
  - オープニング・エンディングで使用された。

### 一部地域での放送休止
- 2006年9月下旬から10月上旬まで網走地区（エリアは宗谷管内枝幸町、十勝管内陸別町を含む）のみ放送休止の日があった。また、11月には帯広地区（十勝管内陸別町は網走地区のエリアのため除く）でも放送休止となった日がある。さらに11月14日放送分は函館地区（長万部町、八雲町などの渡島管内北部は室蘭地区のエリアのため、また、北桧山中継局は室蘭送信所管轄のため除く）のみ放送休止となっている。これは地上デジタル放送の設備整備の関係と思われる。
- UHBニュース&ウェザーが放送を休止する日はこの番組の放送が休止される場合がある。

## 早おき!てれび めざまし北海道
2009年3月30日に放送開始。前番組『めざまし北海道 おはよう!山田です。』と放送時間・内容はほぼ変わらず、「道新テレビ朝刊」も同様の形態で放送。
祝日は原則として番組を休止していた。
フジテレビ制作『めざにゅ〜』はローカル情報重視の観点から通常時は同時ネットをしなかったが、本番組内で『めざにゅ~』の一部ニュースコーナーのみを放送。ただし、東北地方太平洋沖地震（東日本大震災）直後の2011年3月14日は『めざにゅ〜』をフルネットした。
2014年3月28日で終了（『めざにゅ〜』も同日で終了）。後継番組として同年3月31日よりフジテレビが同時間帯で開始した『めざましテレビ アクア』（『めざにゅ〜』の後継番組）を5:00飛び乗りではあるものの、同時ネット。

### 出演者
- 山田英寿（UHBアナウンサー、月 - 水曜日MC）
- 吉田雅英（UHBアナウンサー、2011年4月7日から木・金曜日MC）
- 新崎真倫（月曜日担当）
- かわむらはるな（火・水曜日担当）
- 片岡香澄（木・金曜日担当）
- 鈴木裕之（気象予報士、2013年4月から）

### テーマ曲
- 『無条件☆幸福』アイドリング!!!
  - 2013年4月からオープニング・エンディングで使用。
- 『GIRLY』大塚愛（1stオリジナルアルバム『LOVE PUNCH』収録）
  - 2013年3月までオープニング・エンディングで使用。